# Bill Plympton
Bill Plympton (Portland, 30 aprile 1946) è un disegnatore, illustratore e animatore statunitense.
Plympton è uno dei rarissimi animatori che disegnano ogni fotogramma della maggior parte dei propri film animati a mano e senza l'aiuto di nessuno. I suoi corti e film sono noti per il frequente utilizzo di violenza e tematiche sessuali trattati in modo appunto "cartoonesco", portati a un tale grado di esagerazione da diventare surreali.

## Biografia
Dal 1964 al 1967 Plympton ha frequentato la Portland State University, per poi trasferirsi nel 1968 alla School of Visual Arts di New York.
Nel 1975 ha iniziato a pubblicare una strip di contenuto politico, chiamata "Plympton", pubblicata fino ad oggi su più di 20 quotidiani. Le sue vignette e illustrazioni sono a tutt'oggi pubblicate sui quotidiani New York Times e The Village Voice, nonché sulle riviste Rolling Stone, Vogue, Vanity Fair, Penthouse e National Lampoon.
Nel 1987 è stato candidato a un premio Oscar per il suo cortometraggio animato Your Face, e successivamente anche un altro corto, Guard Dog, ha ricevuto una candidatura all'Oscar nel 2005.
Nel 1991, durante la pre-produzione di Aladdin, la Disney ha offerto a Plympton la possibilità di diventare animatore capo per il film, più un contratto di sette anni con l'azienda, ma egli rifiutò preferendo continuare a lavorare da indipendente sapendo che, qualunque sua creazione elaborata sotto l'ala della Disney, sarebbe automaticamente divenuta proprietà intellettuale dell'azienda.

## Filmografia
Di seguito un elenco di tutti i lavori di animazione di Bill Plympton, con breve descrizione di alcuni di essi.

### Film
- The Tune (1992)
- Mondo Plympton (raccolta di corti del 1997)
- I Married a Strange Person! (1997)
- Mutant Aliens (2001)
  - Un astronauta, Earl Jensen, si perde nello spazio durante una missione, a causa di un incidente in realtà provocato dal responsabile del lancio, il dr. Frubar, il quale intende sfruttare lo shock causato dall'avvenimento per farsi sovvenzionare e usare così il denaro ottenuto per i suoi loschi scopi. Dopo 20 anni, però, Jensen torna sulla Terra, accompagnato da 5 bizzarre creature che non sono ciò che sembrano...
- Hair High (2004)
- Idiots and Angels (2008)
- Cheatin' (2014)
- Revengeance (2015)
- Hitler's Folly (2016)
- Slide (2023)

### Film dal vivo
Film in cui sono presenti delle brevi animazioni di Plympton
- Walt Curtis, the Peckerneck Poet (1997)
- J. Lyle (1993)
- Guns on the Clackamas (1995)

### Cortometraggi
- The Great Turn On (1968)
- Lucas the Ear of Corn (1977)
- Boomtown (1985)
- Drawing Lesson #2 (1985)
- Love in the Fast Lane (1985)
- Your Face (1987)
  - Il corto vincitore dell'Oscar mostra un cantante che intona una canzone sul viso della propria amata, mentre la sua faccia subisce le trasformazioni più assurde.
- One of Those Days (1988)
- How to Kiss (1989)
- 25 Ways to Quit Smoking (1989)
  - Come da titolo, 25 modi decisamente bizzarri, surreali e pericolosi per perdere il vizio del fumo.
- Plymptoons (1990)
- Tango Schmango (1990)
- Dig My Do (1990)
- The Wise Man (1990)
  - Un santone (come da titolo) si produce in un discorso pseudo-New Age mentre gli accadono cose strane, ad esempio cambia continuamente cappello in pochi istanti o la testa gli diventa quella di un alce.
- Draw (1990)
- Push Comes to Shove (1991)
  - Due ometti continuano a farsi "dispetti" sempre più violenti e surreali, senza perdere la loro impassibilità.
- Nosehair (1994)
- How to Make Love to a Woman (1995)
- Smell the Flowers (1996)
- Boney D (1996)
- Plympmania (1996)
- Sex & Violence (1997)
- The Exciting Life of a Tree (1998)
  - Secoli di storia visti dall'insolita prospettiva di un albero.
- More Sex & Violence (1998)
- Surprise Cinema (1999)
- Can't Drag Race with Jesus (2000)
- Eat (2001)
  - Situazioni surreali che coinvolgono i vari avventori (un uomo di mezza età, una giovane coppia e una famiglia con due figli) di un piccolo ristorante.
- Parking (2001)
- Twelve Tales of Christmas (2001)
- Guard Dog (2004)
- The Fan & The Flower (2005)
- Guide Dog (seguito di Guard Dog, 2006)

### Sigle
Plympton ha animato la sigla iniziale di alcuni episodi della serie I Simpson:
- 18º episodio della 23ª stagione, dal titolo Attento mio Bart ingannatore  (Beware My Cheating Bart, 2012);
- 15º episodio della 24ª stagione, dal titolo Un occhio nero (Black Eyed, Please, 2013);
- 10º episodio della 25ª stagione, dal titolo Sposata con il blob (Married to the Blob, 2014);
- 15º episodio della 27ª stagione, dal titolo Lisa la veterinaria (Lisa the Veterinarian, 2016);
- 17º episodio della 28ª stagione, dal titolo 22 per 30 (22 for 30, 2017);
- 13º episodio della 29ª stagione, dal titolo Quadretto di famiglia (3 Scenes Plus a Tag from a Marriage, 2018);
- 16º episodio della 32ª stagione, dal titolo Manger Things, 2021.

### Video musicali
- Peter Himmelman – "245 Days" (1990)
- Kanye West – "Heard 'Em Say" (2005)
- "Weird Al" Yankovic – "Don't Download This Song" (2006)

### Pubblicità
- Microsoft Windows 95 (1995)